# Jan Šrámek

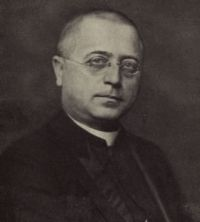
Jan Šrámek

Jan Šrámek (* 12. August 1870 in Grygov, Österreich-Ungarn; † 22. April 1956 in Prag) war ein tschechischer römisch-katholischer Geistlicher und tschechoslowakischer Politiker. Er war in vielen Regierungen von 1918 bis 1948 aktiv.

## Politischer Werdegang
Šrámek studierte Theologie in Olomouc und war danach tätig als Geistlicher und Lehrer der christlichen Theologie in Mähren. Beeinflusst durch die Enzyklika Rerum Novarum des Papstes Leo XIII. organisierte er in ihrem Geiste eine christlich-soziale politische Bewegung. 1894 wurde er zum Vorsitzenden der Mährisch-schlesischen Christlich-sozialen Partei, von 1906 bis 1918 war er Abgeordneter des mährischen Landtages und 1907 bis 1918 Abgeordneter des Reichsrates in Wien.
Nach der Entstehung der Tschechoslowakei 1918 war er bemüht, die katholischen Kräfte zu konsolidieren. Im Januar 1919 war er wesentlich an der Gründung der tschechoslowakischen Volkspartei (ČSL) beteiligt, in der sich die meisten katholischen Strömungen des Landes vereinten. Šrámek wurde deren langjähriger Vorsitzender. Außerdem war er Abgeordneter der Nationalversammlung (1920–1939) und Minister in allen tschechoslowakischen Regierungen in der Zeit von 1921 bis 1938.
Nach der deutschen Besetzung des Landes infolge des Münchner Abkommens war er ein entschiedener Verfechter des Widerstandes. Er ging ins Ausland und organisierte dort die tschechoslowakische Bewegung: Im Oktober 1939 wurde er zum stellvertretenden Vorsitzenden des Tschechoslowakischen Nationalausschusses in Paris, von 1940 bis 1945 war er Ministerpräsident der tschechoslowakischen Exilregierung in London.
Nach 1945 war er stellvertretender Ministerpräsident in den Regierungen Fierlinger I und Fierlinger II und ebenfalls in der Regierung Klement Gottwald I. Nach der kommunistischen Machtübernahme im Februar 1948 trat er zurück, im März 1948 wurde er beim Versuch, das Land illegal zu verlassen, verhaftet. Nach einer Generalamnestie von Klement Gottwald hatte Šrámek die Wahl, wo er einen Hausarrest bis zum Lebensende verbringen wollte. So verbrachte er diese Jahre in einem Kloster bei Ordensschwestern in Brno.